# Кальджин-Коль
Кальджин-Коль (устар. Кальджин-Куль) — крупное озеро на плоскогорье Укок, Республика Алтай, Россия. Расположено на западе плоскогорья, восточнее озера Кальджин-Коль-Бас. К южным берегам ведёт грунтовая дорога. Высота уреза воды — 2401,8 м.
Площадь — 3,9 км². Площадь водосбора — 86,9 км².
В озеро впадает река из озера Кальджин-Коль-Бас, вытекает Кальджинкол, левый приток реки Акалаха.
В южной части озера имеется остров 100×50 м.
С запада, севера и востока ограничено склонами гор.
Код в Государственном водном реестре — 13010100311115100000304.